# Doru Frunzulică
Doru Frunzulică este un politician român, membru al Parlamentului European din partea PSD. A fost ales în alegerile din 2014 pentru un mandat de 5 ani.